# Alberto I de Mecklemburgo-Stargard
Alberto I, duque de Mecklemburgo-Stargard (antes de 1377 - entre el 11 de febrero y el 15 de julio de 1397) fue duque de Mecklemburgo-Stargard desde 1392 hasta su muerte y también coadjutor del obispado de Dorpat.

## Biografía
Era el hijo menor del duque Juan I y de su tercera esposa Inés de Lindow-Ruppin.
Alberto I nació probablemente en 1367.  Después de la muerte de su padre, gobernó Mecklemburgo-Stargard junto con sus hermanos mayores Juan II y Ulrico I. En 1395 se trasladó a Livonia para convertirse en coadjutor del obispo Teodorico Damerau de Dorpat. Arregló una disputa entre su obispo y Conrado de Jungingen, el Gran maestre de los Caballeros teutónicos. Pronto en 1396, Conrado escribió en su diario : el obispo de Dorpat ha invitado a un Señor de Mecklemburgo y le dio varios castillos y pretende que le sucediera en el obispado.
Alberto murió en Dorpat entre el 11 de febrero y el 15 de julio y allí fue enterrado.